# Sundathelphusa quirino
Sundathelphusa quirino is een krabbensoort uit de familie van de Gecarcinucidae. De wetenschappelijke naam van de soort werd voor het eerst geldig gepubliceerd in 2019 door Husana en Ng.